# 叙事詩的映画

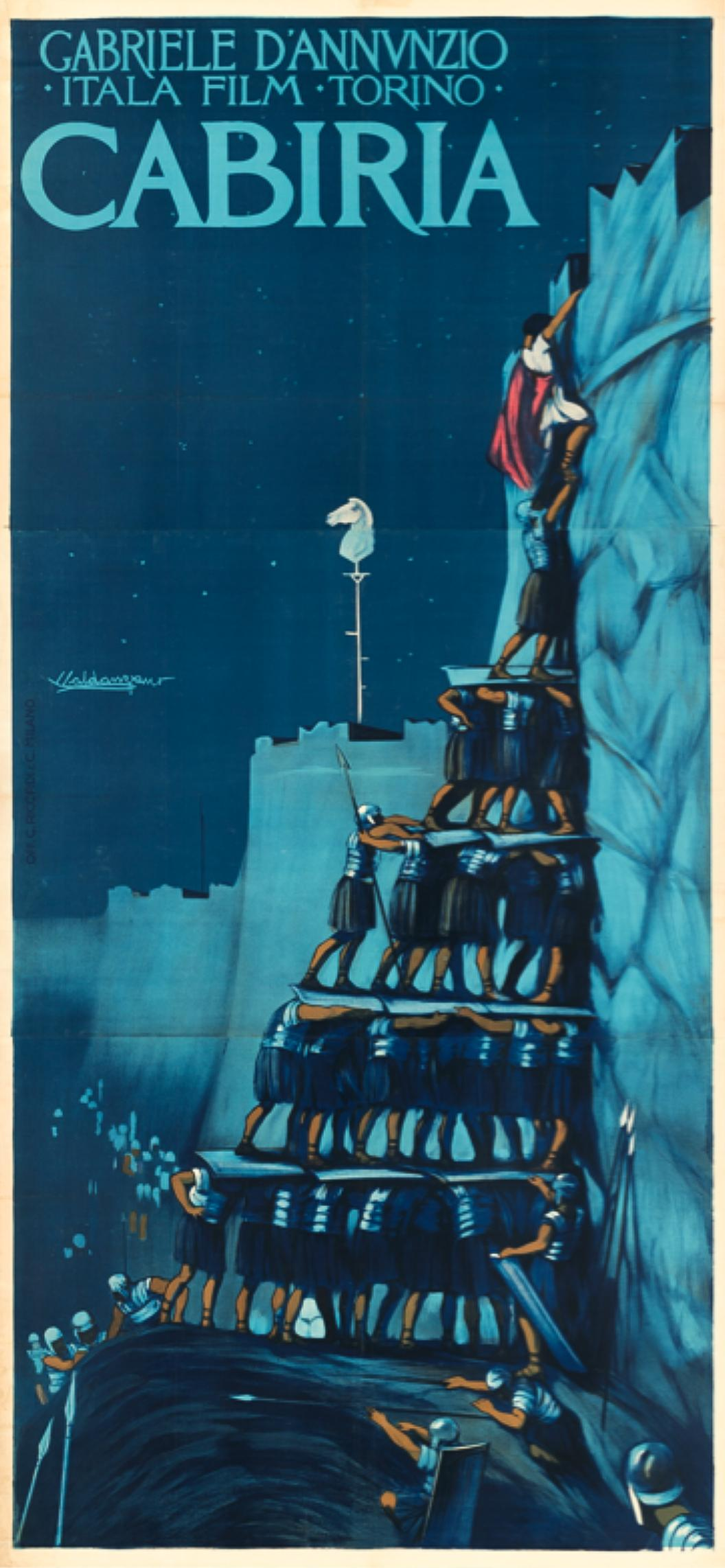
『カビリア』、1914年。

叙事詩的映画（じょじしてきえいが、英語: Epic film）は、壮大なスケールで人間ドラマを描くことに重きをおく映画のジャンルである。歴史映画や冒険映画といった類似したジャンルとの違いは、本ジャンルが他ジャンルに比して大局的な視野をもつという点である。映画史に名を刻むことが期待される程の高い製作価値、賞賛される作曲家による圧倒的な音楽スコア、集客力のあるスター、巨大なセットと膨大なエキストラによる全体的効果をもつ映画作品であることが多く、その代償として、最高級の製作費を必要とする。当然の事ながら発表される作品は超大作が中心である。叙事詩から派生した映画ジャンルであり、歴史的事件、英雄伝、神話・伝承を語る長篇の韻文である叙事詩との共通点を持つ。

## 略歴・概要
叙事詩的映画は、一般的に「叙事詩」の語が壮大な視野をもつ映画群を指し、多くは戦争あるいは紛争・闘争の時代に舞台を置き、ときに重要な時代を包括する映画となる。歴史的舞台設定が典型であり、ファンタジーやサイエンス・フィクションの舞台設定も使用される。映画における中心的紛争・闘争は、通常、遠大な効果をもつものとみなされ、史実の流れを変えることもある。主人公その他メインキャラクターの行動が、この紛争・闘争の解決の中心となる。
叙事詩的映画はもっとも古い映画のジャンルの一つであり、1914年（大正3年）にイタリアのジョヴァンニ・パストローネ監督が撮った『カビリア』 Cabiria が初期の代表例である。3時間の上映時間をもつサイレント映画であり、後続するD・W・グリフィスのサイレント叙事詩への基礎を築いた。

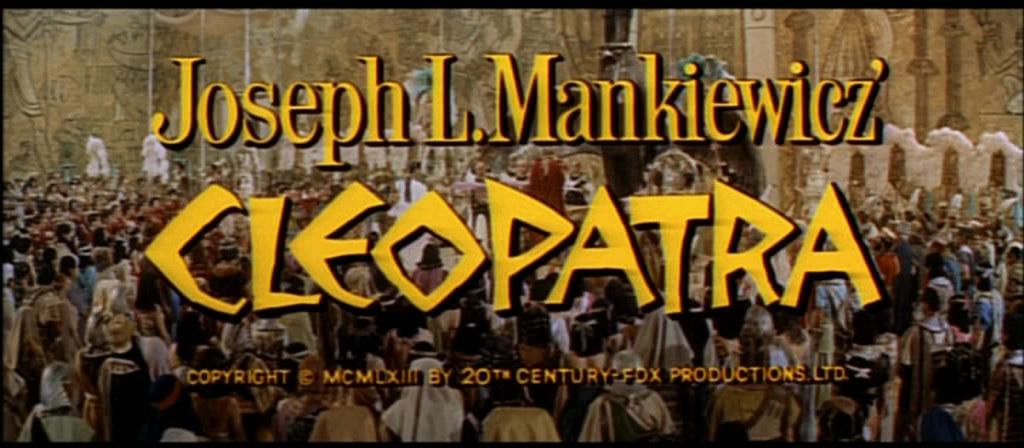
『クレオパトラ』、1963年。

本ジャンルは、1960年代に人気のピークを迎え、その時期のハリウッドは、ローマのチネチッタのような他国の撮影所との合作を頻繁に行い、スペインやモロッコ、その他のエキゾチックな場所でのロケーション撮影を行った。国際的合作ブームは、ジョセフ・L・マンキウィッツ監督の『クレオパトラ』（1963年）、アンソニー・マン監督の『ローマ帝国の滅亡』（1964年）、デヴィッド・リーン監督の『ドクトル・ジバゴ』（1965年）をもって終焉したとされる。叙事詩的映画の黄金時代が終焉を迎える前に、ソビエト連邦（現在のロシア）でセルゲイ・ボンダルチュクが監督した『戦争と平和』（1965年）が製作され、公開された。
21世紀を迎えた現代においても、叙事詩的映画は製作を継続しているが、往時ほどの壮大なスケールで製作されるわけではなく、何千何万人ものキャストを動員するかわりにVFX効果を使用したショットを使用する。従って、20世紀の作品のように世界最高級のコストが掛かる場合は少なくなっている。
叙事詩的映画の定義は、時代を経て拡大解釈され、歴史や時代、あるいは事件を壮大なスケール・視野で描く作品をも含むようになった。たとえば、フランシス・フォード・コッポラ監督の『ゴッドファーザー』（1972年）、ブライアン・デ・パルマ監督の『スカーフェイス』（1983年）、セルジオ・レオーネ監督の『ワンス・アポン・ア・タイム・イン・アメリカ』（1984年）、マーティン・スコセッシ監督の『カジノ』（1995年）といった犯罪映画は、かつてのチネチッタ作品と同じように叙事詩的であるとみなすのは困難であるが、批評家たちはこれらを「叙事詩的映画」としてリストアップする。1950年代から1970年代にかけての叙事詩的映画はとくに、観客がより夢中になり、よりパノラマ的な劇場体験を提供することを企図し、スコープ・サイズで撮影され、
2時間を越える「長尺映画」はすべて叙事詩的である、と多くは指摘するが、とりわけ初期のではなく現在の叙事詩的映画に関しては、この定義はたくさんの議論の余地がある。アメリカの映画評論家ロジャー・イーバートは、デヴィッド・リーン監督の『アラビアのロレンス』（1962年）についての「偉大なる映画」の記事で下記のように述べている。

映画における「叙事詩」の語は、近年では「巨額の予算のB級映画」と同義語になっている。『アラビアのロレンス』を観て思い描くのは、「叙事詩」の語が、製作費を指すわけでも労作であることを指すわけでもなく、発想とヴィジョンのサイズを指すのだということだ。ヴェルナー・ヘルツォーク監督の『アギーレ 神の怒り』が、『パール・ハーバー』なみにケータリングに金がかかったわけではないが、前者は叙事詩であり、後者はそうではない。

## サブジャンル
- 叙事詩的歴史映画
- 叙事詩的西部劇 （en:Epic Western）
- ソード&サンダル
- 叙事詩的宗教映画 ⇒ en:Category:Religious epic films
- 叙事詩的ロマンス映画 ⇒ en:Category:Romantic epic films
- 叙事詩的戦争映画 ⇒ en:Category:War epic films
- 叙事詩的犯罪映画
- 叙事詩的SF/ファンタジー映画
- 叙事詩的アニメーション映画

## 関連事項
- Category:叙事詩的映画
- en:List of epic films
- ジョヴァンニ・パストローネ （en:Giovanni Pastrone）
- 犯罪映画 （en:Crime film）
- サガ
- エピック (音楽)

## 註
1. ↑  叙事詩、知恵蔵2007・デジタル大辞泉、コトバンク、2009年10月29日閲覧。
2. ↑  Tim Dirks (2008年7月12日). “Epic Films”. Filmsite 2008年7月12日閲覧。
3. ↑  allmovie (2008年7月12日). “Explore by genre:Epic”. allmovieg 2008年7月12日閲覧。
4. ↑  Roger Ebert (2001年9月2日). “Lawrence of Arabia (1962)”. Great Movies.   suntimes.com. 2005年9月4日時点のオリジナルよりアーカイブ。2007年6月18日閲覧。